# Cardano (plataforma de cadena de bloques)

Logotipo del sistema que permite la cadena de bloques Cardano.

Cardano es una cadena de bloques de código abierto, así como una plataforma para ejecutar contratos inteligentes y emitir su propia moneda digital, el ada.
Cardano fue fundada en 2015 por el cofundador de Ethereum, Charles Hoskinson. El desarrollo del proyecto está supervisado por la Fundación Cardano, con sede en Zug (Suiza). Es una de las criptomonedas que utiliza una blockchain de prueba de participación, que se considera una alternativa más ecológica a los protocolos de prueba de trabajo.

## Historia
La plataforma comenzó su desarrollo en 2015 y fue lanzada en 2017 por Charles Hoskinson, cofundador de Ethereum y BitShares. Según Hoskinson, abandonó Ethereum después de una discusión sobre mantener Ethereum sin fines de lucro. Después de su partida, cofundó IOHK, una empresa de ingeniería blockchain, cuya actividad principal es el desarrollo de Cardano, junto con la Fundación Cardano y Emurgo. La plataforma lleva el nombre de Girolamo Cardano y la criptomoneda el de Ada Lovelace. 
La moneda debutó con una capitalización de mercado de 600 millones de dólares (USD). A fines de 2017, tenía una capitalización de mercado de 10 mil millones y alcanzó brevemente un valor de 33 mil millones en 2018 antes de que un ajuste general en el mercado de cifrado redujera su valor a 10 mil millones. A mediados del año 2021, su capitalización ascendió a 39,8 mil millones de USD.
En 2025, sigue posicionándose como una de las 10 criptomonedas más importantes por capitalización de mercado. Además, Donald Trump, presidente de los Estados Unidos, anunció el 2 de marzo de ese mismo año que ADA sería añadida a la reserva de Criptomonedas de los Estados Unidos.

## Aspectos técnicos
Cardano utiliza la tecnología de prueba de participación llamada Ouroboros, en contraposición a Bitcoin, que utiliza el protocolo de prueba de trabajo. La primera entrada de la cadena de bloques y la cadena de bloques más larga (cadena de bloques con la mayor potencia informática) se utilizan para determinar la cadena de bloques honesta. Cardano sólo usa la primera entrada de la cadena de bloques, verificando después la honestidad de la cadena a nivel local sin la necesidad de un tercero de confianza.[cita requerida]
Dentro de la plataforma Cardano, Ada existe en la capa de asentamiento. Esta capa es similar a Bitcoin y realiza un seguimiento de las transacciones. La segunda capa es la capa de cálculo. Esta capa es similar a Ethereum, lo que permite que los contratos y aplicaciones inteligentes se ejecuten en la plataforma.
Cardano tiene la particularidad de no seguir un libro blanco. En cambio, utiliza principios de diseño destinados a mejorar los problemas que enfrentan otras criptomonedas: escalabilidad, interoperabilidad y cumplimiento normativo. Está financiado por una oferta inicial de criptomonedas.[cita requerida] Cardano se escribe en el lenguaje de programación Haskell.
La criptomoneda de Cardano utiliza su propio blockchain llamado Cardano Settlement Layer (CSL). CSL es una capa de registro de transacciones distribuido para aceptar transacciones con billeteras de criptomonedas. La segunda capa, llamada Cardano Computation Layer (CCL), aceptará contratos inteligentes y aplicaciones descentralizadas. Esta arquitectura de varias capas permite simplificar actualizaciones de protocolo.[actualizar]

## Minería
La minería con uso de PoS se basa en análisis de la cantidad de criptomonedas, en vez de carrera de hardware informático. El consenso se alcanza a través de una votación general de los poseedores de criptomoneda de Cardano, que eligen a los líderes de slot en función de la participación de cada uno de los propietarios de Cardano. A principios de abril de 2021, la compañía Input Output Global (IOG) anunció que la red Cardano ahora está completamente descentralizada y que toda la producción de bloques en la red Cardano ahora es responsabilidad exclusiva de los operadores del grupo de participaciones.

## Desarrollo
El lenguaje de contrato inteligente de Cardano permite a los desarrolladores ejecutar pruebas de un extremo a otro en su programa sin salir del entorno de desarrollo integrado o implementar su código.
En 2017, IOHK, la compañía detrás de Cardano, ayudó a la Universidad de Edimburgo a lanzar el Laboratorio de Tecnología Blockchain. En 2019, el ministro de Educación de Georgia, Mijaíl Batiashvili y Charles Hoskinson firmaron un memorando de entendimiento con la Universidad Libre de Tbilisi para utilizar Cardano y Atala para construir un sistema de verificación de credenciales para Georgia. En 2018, Cardano se asoció con el gobierno etíope para que Cardano pudiera implementar su tecnología en una variedad de industrias en todo el país. IOHK donó 500 000 USD a la Universidad de Wyoming para apoyar el desarrollo de la tecnología blockchain. El fabricante de calzado deportivo New Balance utilizará una cadena de bloques de contabilidad distribuida para rastrear la autenticidad de su última zapatilla de baloncesto. La plataforma se construirá sobre la cadena de bloques Cardano.

## Staking
En las blockchains basadas en prueba de participación (Proof of Stake, PoS), el staking es el proceso mediante el cual los usuarios bloquean o delegan sus criptomonedas para participar en la validación de transacciones y, a cambio, reciben recompensas.  
Cardano no fue la primera red en introducir este mecanismo, pero sí se convirtió en una de las principales plataformas en implementar un sistema de staking con un enfoque académico, formalmente verificado y diseñado para garantizar la descentralización.

### Funcionamiento
- Delegación de ADA: los usuarios pueden delegar sus monedas ADA a un stake pool. No es necesario transferir los fondos a otra dirección, ya que permanecen en la propia cartera digital (por ejemplo, Daedalus o Yoroi).[17]

- Pools de staking: son nodos gestionados por operadores independientes o entidades que validan bloques en la red. La probabilidad de ser elegido para producir un bloque depende de la cantidad total de ADA delegada en el pool.

- Recompensas: los incentivos se distribuyen automáticamente cada epoch (período de cinco días). El rendimiento depende tanto de la participación del pool como de la cantidad de ADA delegada. Los fondos no quedan bloqueados: los usuarios conservan la posibilidad de mover o gastar sus monedas en cualquier momento.[18]

### Ventajas
- El usuario mantiene el control total de sus fondos, ya que la delegación no implica transferir las monedas.
- La existencia de miles de stake pools independientes contribuye a la descentralización y seguridad de la red.[19]
- Las recompensas permiten obtener un rendimiento pasivo estimado en torno al 3–5 % anual, aunque puede variar según las condiciones de la red.[20]

El sistema de staking en Cardano permite mantener la red descentralizada y segura sin recurrir a la minería intensiva en energía utilizada en sistemas de prueba de trabajo como Bitcoin. Además, fomenta la participación activa de la comunidad en el consenso de la red.

## Criptodivisa
La moneda nativa de Cardano se llama ada, en honor de la matemática y escritora británica Ada Lovelace. Su oferta monetaria máxima es de 45 000 000 000, por lo que es una criptomoneda deflacionaria dentro de una plataforma de contratos inteligentes escalables. El precio de ADA puede oscilar a lo largo del tiempo. 
En junio del año 2021 fue la quinta criptomoneda en capitalización de mercado, con un volumen de transacciones de 80,25 billones de USD.